# Giovanni Battista di Quadro

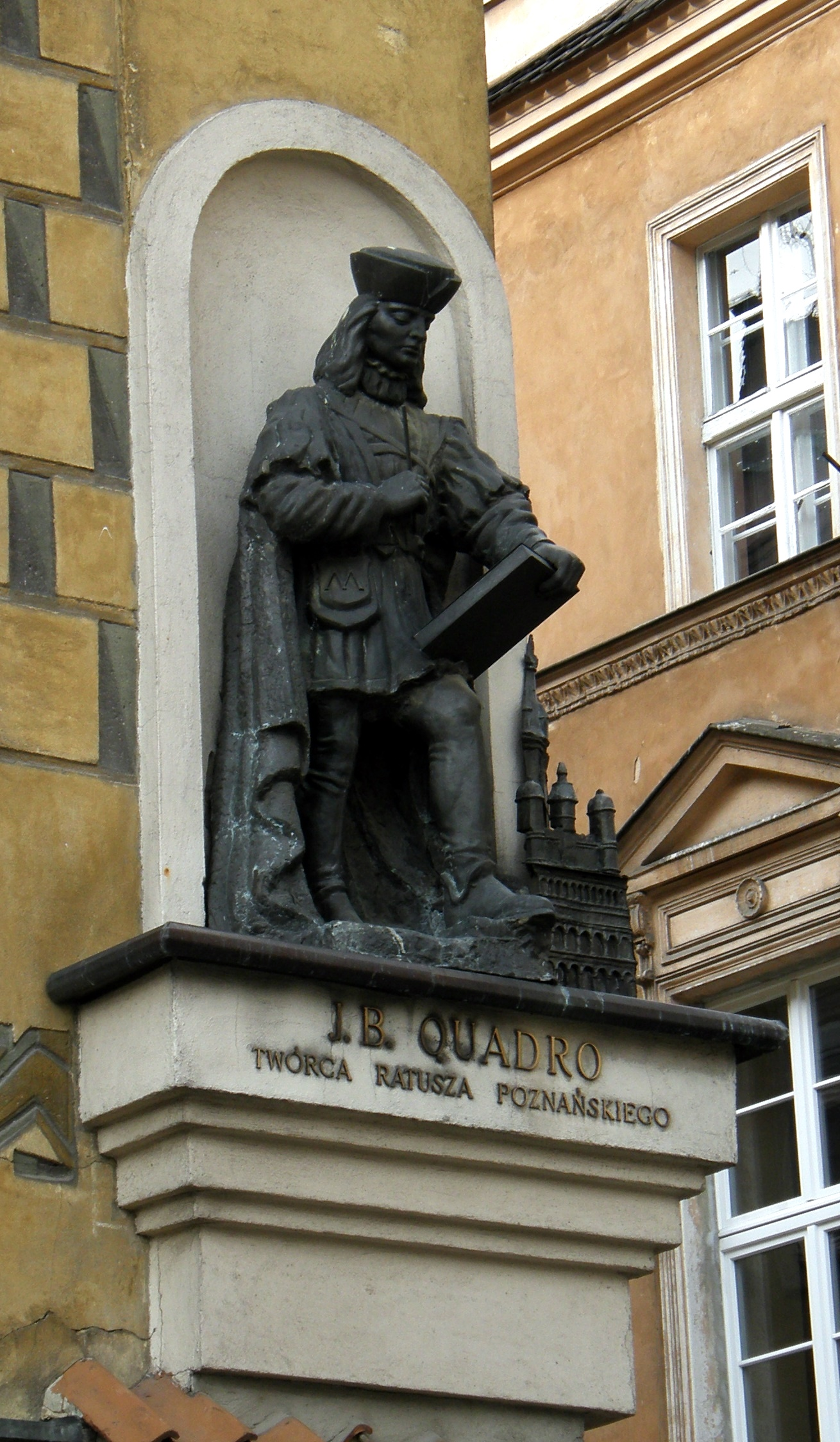
Poznań: statua di Giovanni Battista di Quadro di Lugano, architetto del Palazzo municipale, sulla casa dove egli abitava

Giovanni Battista di Quadro (in latino Joannes Baptista Quadro; Lugano, XVI secolo – Poznań, 1590 o 1591) è stato un architetto svizzero attivo prevalentemente in Polonia.
.
È stato uno dei massimi esponenti della seconda generazione degli architetti del Rinascimento. Formava con Antonio Capolongo ed Alberto Malesani il "trio delle meraviglie".